# Осовцы (Житомирская область)
Осовцы (укр. Осівці) — село на Украине, находится в Брусиловском районе Житомирской области.
Население по переписи 2001 года составляет 684 человека. Занимает площадь 2,515 км².

## В селе родились
- Кармалюк, Павел Петрович — оперный певец, народный артист СССР (1960)

## Адрес местного совета
12606, Житомирская область, Брусиловский р-н, с. Осовцы, ул. Кирова, 1